# Série du siècle 1974
Faisant suite à la Série du siècle 1972, la Série du siècle 1974 est la seconde des deux compétitions entre les hockeyeurs soviétiques et canadiens. Le Canada est représenté par des joueurs de l'Association mondiale de hockey à la place de ceux de la Ligue nationale de hockey qui jouèrent en 1972. L'URSS gagne la série par quatre victoires, une défaite et trois matchs nuls. Le format de jeu est le même qu'en 1972, avec quatre matchs au Canada et les quatre autres à Moscou. La seule victoire du Canada a lieu au Maple Leaf Gardens à Toronto.

## Contexte
Les joueurs de l'AMH étaient exclus dans la série de 1972. À l'époque, Bobby Hull, qui venait de passer de la LNH aux Jets de Winnipeg, est nommé capitaine de l'équipe canadienne par Harry Sinden, mais n'est pas autorisé à participer. La série de 1974 est ainsi l'opportunité pour Hull et Gordie Howe, 46 ans, de jouer pour le Canada contre les Soviétiques.
En 1974, l'AMH, âgée seulement de deux saisons, est largement composée de joueurs récupérés des ligues mineures, mélangés à quelques stars de la LNH et de vétérans. Les joueurs ayant joué les deux séries sont : Paul Henderson, Frank Mahovlich et Pat Stapleton. Le dernier joueur actif de ces séries est Mark Howe, qui raccroche les patins en 1995.

## Matchs
L'URSS gagne la série 4-1-3 :
| 17 septembre 1974 | Canada | 3-3 (1-0, 1-3, 1-0) | Union soviétique | Colisée de Québec Québec 10 958 spectateurs |

| Feuille de match, | Feuille de match,                                                                                             | Feuille de match,       | Feuille de match, | Feuille de match, |
| ----------------- | --- | ----------------------- | --- | ----------------- |
|                   | McKenzie (Lacroix, Hull) — 12 min 30 s - Hull (G. Howe) — 32 min 7 s - Hull (Lacroix, McKenzie) — 54 min 18 s | 1-0 1-1 2-1 2-2 2-3 3-3 | - Louttchenko (Tsygankov, Kapoustine) — 24 min 46 s Kharlamov (Vassiliev) — 34 min 4 s Petrov (Goussev, Kharlamov) — 37 min 10 s |                   |
| Gerry Cheevers    | Gardiens | Vladislav Tretiak       | |                   |
| 8 min             | Pénalités | 10 min                  | |                   |
| 34                | Tirs | 28                      | |                   |

| 19 septembre 1974 | Canada | 4-1 (2-0, 1-1, 1-0) | Union soviétique | Maple Leaf Gardens Toronto 16 485 spectateurs |

| Feuille de match, | Feuille de match, | Feuille de match,   | Feuille de match,                    | Feuille de match, |
| ----------------- | --- | ------------------- | ------------------------------------ | ----------------- |
|                   | Backstrom (M. Howe, G. Howe) — 4 min 31 s Lacroix (Tremblay, McKenzie) — 10 min 49 s Hull (Lacroix, McKenzie) — 22 min 50 s - Tremblay (Lacroix, Hull) — 57 min 3 s | 1-0 2-0 3-0 3-1 4-1 | - Iakouchev (Lebedev) — 33 min 9 s - |                   |
| Gerry Cheevers    | Gardiens | Vladislav Tretiak   |                                      |                   |
|                   | |                     |                                      |                   |
| 33                | Tirs | 30                  |                                      |                   |

| 21 septembre 1974 | Canada | 5-8 (1-1, 1-3, 3-4) | Union soviétique | Winnipeg Arena Winnipeg 11 000 spectateurs |

| Feuille de match,                               | Feuille de match, | Feuille de match,                                   | Feuille de match, | Feuille de match,                                                                 |
| ----------------------------------------------- | --- | --------------------------------------------------- | --- | --------------------------------------------------------------------------------- |
|                                                 | MacGregor (Henderson) — 14 min 58 s - Webster (Bernier, Tardif) — 32 min 40 s - Henderson — 54 min 31 s Henderson (Harrison, MacGregor) — 55 min 4 s Bernier (Tardif, Stapleton) — 56 min 1 s - | 1-0 1-1 1-2 2-2 2-3 2-4 2-5 2-6 2-7 3-7 4-7 5-7 5-8 | - Iakouchev (Chadrine) — 17 min 25 s Mikhaïlov (Petrov) — 21 min 23 s - Vassiliev (Mikhaïlov, Petrov) — 35 min 14 s Maltsev (Anissine) — 15 min 31 s Iakouchev (Chadrine) — 42 min 35 s Bodounov — 48 min 44 s Iakouchev — 51 min 27 s - Lebedev (Louttchenko) — 58 min 5 s | Arbitrage : Victor Dombrowski (URSS) Jim Leblanc (Canada) et Sergei Gushin (URSS) |
| Don McLeod (58 h 59) Gilles Gratton (1 min 4 s) | Gardiens | Vladislav Tretiak                                   | | Arbitrage : Victor Dombrowski (URSS) Jim Leblanc (Canada) et Sergei Gushin (URSS) |
|                                                 | |                                                     | | Arbitrage : Victor Dombrowski (URSS) Jim Leblanc (Canada) et Sergei Gushin (URSS) |
| 33                                              | Tirs | 40                                                  | | Arbitrage : Victor Dombrowski (URSS) Jim Leblanc (Canada) et Sergei Gushin (URSS) |

| 23 septembre 1974 | Canada | 5-5 | Union soviétique | Vancouver |

| Feuille de match | Feuille de match | Feuille de match  | Feuille de match | Feuille de match |
| ---------------- | ---------------- | ----------------- | ---------------- | ---------------- |
|                  |                  |                   |                  |                  |
|                  | Gardiens         | Vladislav Tretiak |                  |                  |
|                  |                  |                   |                  |                  |
|                  |                  |                   |                  |                  |

| 1er octobre 1974 | Union soviétique | 3-2 | Canada | Moscou |

| Feuille de match  | Feuille de match | Feuille de match | Feuille de match | Feuille de match |
| ----------------- | ---------------- | ---------------- | ---------------- | ---------------- |
|                   |                  |                  |                  |                  |
| Vladislav Tretiak | Gardiens         |                  |                  |                  |
|                   |                  |                  |                  |                  |
|                   |                  |                  |                  |                  |

| 3 octobre 1974 | Union soviétique | 5-2 | Canada | Moscou |

| Feuille de match  | Feuille de match | Feuille de match | Feuille de match | Feuille de match |
| ----------------- | ---------------- | ---------------- | ---------------- | ---------------- |
|                   |                  |                  |                  |                  |
| Vladislav Tretiak | Gardiens         |                  |                  |                  |
|                   |                  |                  |                  |                  |
|                   |                  |                  |                  |                  |

| 5 octobre 1974 | Union soviétique | 4-4 | Canada | Moscou |

| Feuille de match  | Feuille de match | Feuille de match | Feuille de match | Feuille de match |
| ----------------- | ---------------- | ---------------- | ---------------- | ---------------- |
|                   |                  |                  |                  |                  |
| Vladislav Tretiak | Gardiens         |                  |                  |                  |
|                   |                  |                  |                  |                  |
|                   |                  |                  |                  |                  |

| 6 octobre 1974 | Union soviétique | 3-2 | Canada |  |

| Feuille de match     | Feuille de match | Feuille de match | Feuille de match | Feuille de match |
| -------------------- | ---------------- | ---------------- | ---------------- | ---------------- |
|                      |                  |                  |                  |                  |
| Aleksandr Sidelnikov | Gardiens         |                  |                  |                  |
|                      |                  |                  |                  |                  |
|                      |                  |                  |                  |                  |

## Meilleurs pointeurs
|    | Pays              | Nom                 | Buts | Aides | Points |
| -- | ----------------- | ------------------- | ---- | ----- | ------ |
| 1  | Drapeau du Canada | Bobby Hull          | 7    | 2     | 9      |
| 2  | Drapeau de l'URSS | Aleksandr Iakouchev | 5    | 3     | 8      |
| 3  | Drapeau du Canada | Ralph Backstrom     | 4    | 4     | 8      |
| 4  | Drapeau du Canada | Gordie Howe         | 3    | 4     | 7      |
| 5  | Drapeau de l'URSS | Valeri Kharlamov    | 2    | 5     | 7      |
| 6  | Drapeau de l'URSS | Vladimir Petrov     | 1    | 6     | 7      |
| 7  | Drapeau du Canada | André Lacroix       | 1    | 6     | 7      |
| 8  | Drapeau de l'URSS | Boris Mikhaïlov     | 4    | 2     | 6      |
| 9  | Drapeau du Canada | Mark Howe           | 2    | 4     | 6      |
| 10 | Drapeau du Canada | John McKenzie       | 2    | 3     | 5      |

## DVD
En décembre 2006, Hockey Canada et le Temple de la renommée du hockey approuvèrent la réalisation d'un coffret de cette série. Les bandes originales étaient détruites depuis longtemps mais un enregistrement « pirate » avait été découvert récemment et donné au Temple. Avec la société Video Service Corp, sept des huit matchs sont édités dans un coffret quatre DVD avec en bonus un documentaire sur les séries des années 1970. Le match cinq ne fut pas inclus car la qualité télévisée était trop mauvaise et ce match est considéré comme perdu pour de bon. VSC fut la même compagnie qui réalisa le coffret de la Coupe Canada 1976.